# Marcel Claeys
Marcel Claeys (Ursel, 27 november 1913 - aldaar, 9 oktober 1972) was een Belgische beroepsrenner van 1937 tot 1944.

## Overwinningen
- 1937: Kampioenschap van Vlaanderen in Koolskamp; Zwijndrecht
- 1938: 3de rit in de Ronde van België; Brasschaat; Rollegem; Heusden (Destelbergen)
- 1939: Omloop van Midden-Vlaanderen; Tielt-Antwerpen-Tielt; Bredene; Handzame; Waregem; Staden; Herent-Wijgmaal; Lokeren

Na zijn wielerloopbaan baatte hij in zijn geboortedorp een herberg uit, gecombineerd met een visleurhandel.

## Resultaten in voornaamste wedstrijden
| Jaar | Ronde van Italië | Ronde van Frankrijk | Ronde van Spanje |
| ---- | ---------------- | ------------------- | ---------------- |
| 1937 |                  |                     |                  |
| 1939 | 52e              |                     |                  |

| Jaar | Luik-Bast.‑Luik |
| ---- | --------------- |
| 1937 | 51e             |
| 1939 |                 |